# Museo Arturo Michelena de Caracas
El Museo Arturo Michelena de Caracas es un lugar dedicado a las obras de uno de los pintores venezolanos más reconocidos, Arturo Michelena. Se encuentra ubicado en la esquina de Urapal en la Parroquia La Pastora del Municipio Libertador. El museo está dedicado a la exhibición, conservación y aprendizaje del legado del arte de Michelena. Además, se realizan frecuentemente exhibiciones con obras de diferentes artistas.

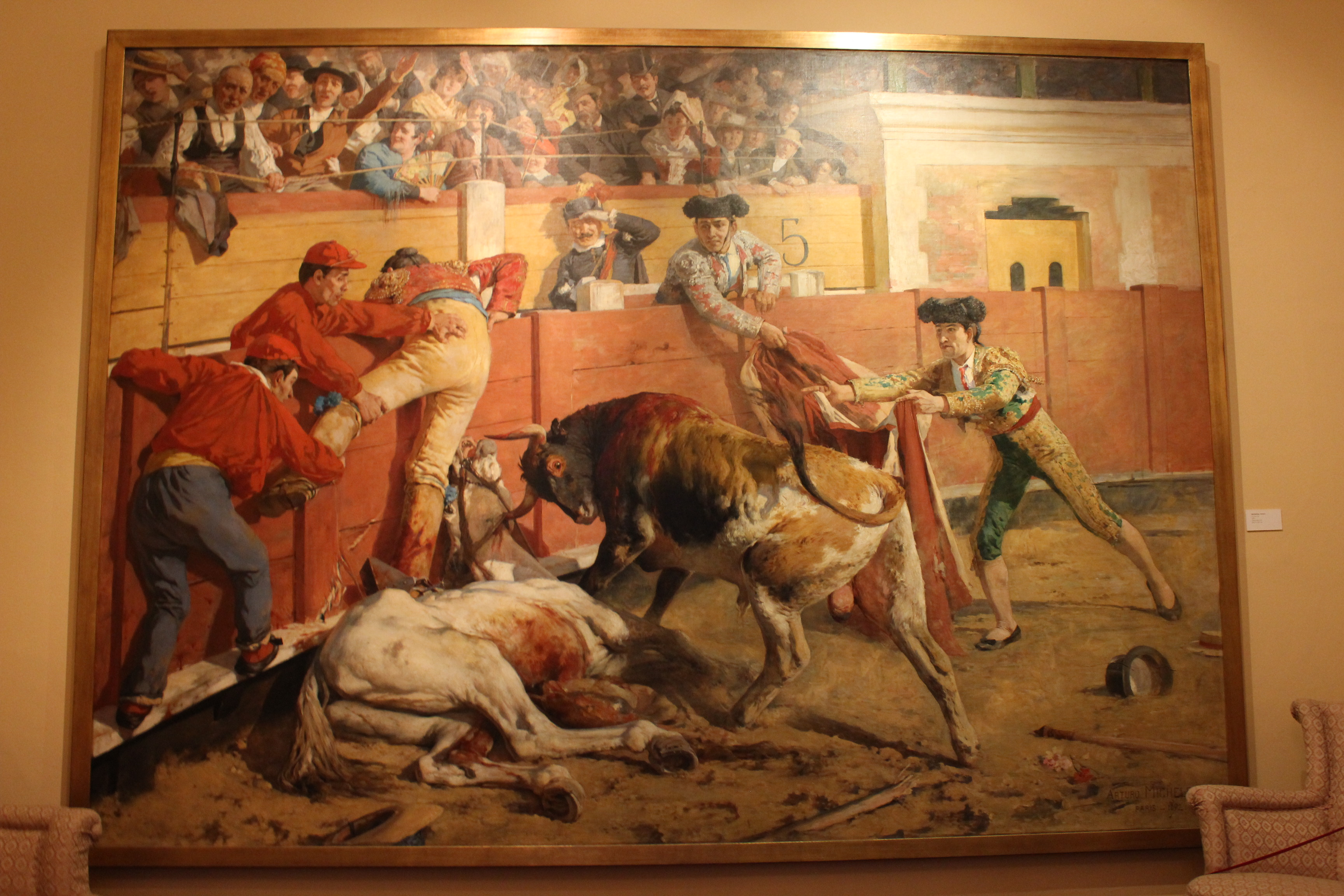
La vara rota (1892). Arturo Michelena. Museo Arturo Michelena. La Pastora, Caracas. Venezuela.

El museo abrió sus puertas el 16 de junio de 1963. Lastenia Tello de Michelena, esposa del pintor abrió la casa colonial que alguna vez sirvió de estudio y habitación para el pintor. Lastenia Tello se encargó de reunir obras, documentos, cuadros, bocetos y objetos de éste además del mobiliario de la casa para convertirla en museo. También hay exhibición permanente de obras de otros pintores venezolanos.
El 31 de marzo de 1977 fue declarado Monumento Histórico Nacional. En la década de los noventa el museo se expandió al adquirir otra casa cercana para establecer la casa de los talleres donde se imparten clases para niños y jóvenes. El Museo estuvo a cargo del Consejo Nacional de la Cultura, el cual decidió emprender en 2004 la restauración de la casa de dos niveles que data de finales del siglo XVIII.

## Exposiciones
- Museo Arturo Michelena, Obras de la Colección, julio de 2009, en la Universidad Católica Santa Rosa, Caracas.  Varias obras de la colección permanente del museo, incluyendo: Autorretrato con Corguera (1888), Estudio para el niño enfermo (hacia 1886), Lastenia Tello de Michelena (1890), Estudio de Jesús para la multiplicación de los panes ( hacia 1897), Estudio para la noche (hacia 1896), Lastenia Tello de Michelena (hacia 1898), La alcoba (hacia 1890), La pulpería (1898), Boceto II para Lucrecia Borga (1890), Señoritas en el campo (1895), Lola Herrera Ramella (hacia 1896), Estudio de ciervo y jauría para Diana Cazadora (hacia 1896), Los cisnes de El Calvario (hacia 1893), La vara rota (1892), Estudio para Virgen Bizantina (hacia 1896), Niña y perro (hacia 1894), y Boceto para Dante y Beatriz (hacia 1889).[3]
- José Gregorio Hernández: El misionero de Dios. Octubre 2011.  Obras de 164 estudiantes de institutos de educación especial: I. E. E. Bolivariano María Esperanza, Taller de Educación Laboral Los Palos Grandes, Colegio Instituto de Educación Especial Modelo del Sur, I. E. E. Bicentenario Libertador, I. E. E. Invedin y el I. E. E. Bolivariano Dr. Pedro González Melián. Todas representaciones de José Gregorio Hernández.[4]
- Irreverencia de lo Cotidiano, noviembre de 2016. Muestra del artista popular contemporáneo caraqueño, Francisco Rada.[5]
- José Gregorio Hernández: 100 años de devoción. Enero 2020. Exposición con obras de la colección de la Fundación Museos Nacionales.[6]